# Chloroclystis melanocentra
Chloroclystis melanocentra är en fjärilsart som beskrevs av Edward Meyrick 1924. Chloroclystis melanocentra ingår i släktet Chloroclystis och familjen mätare. Inga underarter finns listade i Catalogue of Life.